# Брашов (футбольный клуб)
«Брашов» (рум. Fotbal Club Brașov) — румынский футбольный клуб из города Брашов. Основан в 1936 году. Домашние матчи проводил на стадионе «Тинеретулуи», вмещающем 10 000 зрителей.

## История
В системе лиг Румынии клуб дебютировал в сезоне-1939/40, когда он участвовал в чемпионате Брашовского округа, заняв 3-е место в группе 2.
Первое появление в высшем дивизионе чемпионата Румынии датируется 1957 годом. В дальнейшем в главной лиге Румынии команда участвовала в сезонах 1957/58—1967/68, 1969/70—1974/75, 1980/81—1982/83, 1984/85—1997/98, 1999/00—2004/05, 2008/09—2014/15. Лучшее достижение — 2-е место (1959/60). 6 раз побеждал во второй по силе лиге. В Кубке Румынии лучшее достижение — выход в 1/2 финала (7 раз).
Обладатель Балканского Кубка (1960/61), также в этом турнире принимал участие в 1962, 1963, 1971, 1972 годах. Участник Кубка ярмарок сезонов 1963/64, 1965/66, Кубка УЕФА — 1974/75 и 2001/02.
После окончания сезона-2016/17, в котором команда заняла 6-е место, клуб не заявился на следующий сезон из-за финансовых проблем, был обанкрочен. Сторонниками клуба был образован клуб «СР Брашов»ro (рум. Steagul Roșu — красный флаг, одно из прежних названий «Брашова»), начал с четвёртого дивизиона. В 2021 году в результате объединения клубов «Корона» (Брашов) и ACS Scotch Club (носитель бренда «Брашова») был создан новый клубen, получивший место в Лиге II (куда по итогам сезона-2020/21 вышла «Корона»). Лигой, мэрий Брашова новый клуб был признан правопреемником старого «Брашова», фанатским объединением, поддерживавшим старый клуб и создавшим свой (играет в третьей лиге), новосозданный не был принят.

## Названия
- Secţia 15: 1936—1939
- Uzinele Astra Brașov: 1939—1948
- Steagul Roșu Brașov: 1948—1950
- Metalul Steagul Roșu Brașov: 1950—1956
- Energia Steagul Roșu Brașov: 1956—1958
- Steagul Roșu Brașov: 1958—1980
- Fotbal Club Muncitoresc Brașov (FCM Brașov): 1980—1990
- Fotbal Club Brașov (FC Brașov): 1990—2017

## Достижения
Чемпионат Румынии (высший дивизион)
- 2-е место: 1959/60
- 3-е место: 1973/74, 2000/01

Вторая лига
- Победитель: 1956/57, 1968/69, 1979/80, 1983/84, 1998/99, 2007/08
- 2-е место: 1976/77, 1978/79
- 3-е место: 1975/76, 1997/98, 2005/06

Кубок Румынии:
- 1/2 финала: 1957/58, 1961/62, 1969/70, 1978/79, 1986/87, 2009/10, 2010/11

Балканский Кубок
- Победитель: 1960/61

## Участия в Кубке УЕФА
| Сезон   | Стадия                 | Соперник | Первый матч    | Ответный матч  | Общий счёт |  |
| ------- | ---------------------- | -------- | -------------- | -------------- | ---------- |  |
| 1974/75 | 1-й раунд              | Бешикташ | 0:2 (в гостях) | 3:0 (дома)     | 3-2        |  |
| 1974/75 | 2-й раунд              | Гамбург  | 0:8 (в гостях) | 1:2 (дома)     | 1-10       |  |
| 2001/02 | квалификационный раунд | Мика     | 5:1 (дома)     | 2:0 (в гостях) | 7-1        |  |
| 2001/02 | 1-й раунд              | Интер    | 0:3 (в гостях) | 0:3 (дома)     | 0-6        |  |